# Kebun Sareh
Kebun Sareh is een bestuurslaag in het regentschap Sampang van de provincie Oost-Java, Indonesië. Kebun Sareh telt 3133 inwoners (volkstelling 2010).